# Autobahn (Album)
Autobahn ist das vierte Studioalbum der deutschen Band Kraftwerk und erschien im November 1974. Das Album war mit internationalen Top-10-Platzierungen sehr erfolgreich und zählt zu den bekanntesten Werken von Kraftwerk. Es gilt als Meilenstein der elektronischen Popmusik.

## Entstehung
Das Album markiert für die Band das Ende der Krautrock-orientierten Anfangsphase; auf dem Nachfolgealbum Radio-Aktivität waren ausschließlich elektronische Instrumente zu hören. Das Album war das letzte mit dem Gitarristen Klaus Roeder. Wolfgang Flür stieß zur Band, er bediente ein elektronisches Schlagzeug im Stück Kometenmelodie 2. Als letztes Album wurde Autobahn von Conny Plank mit dessen mobiler Ausrüstung im Düsseldorfer Kling-Klang-Studio aufgenommen und in Planks Studio in Wolperath gemischt. Eine Ausnahme stellten die Titel Kometenmelodie 1 und Kometenmelodie 2 dar, die in Planks Studio in Wolperath aufgenommen wurden. Alle folgenden Aufnahmen fanden im bandeigenen Kling-Klang-Studio in Düsseldorf statt.
Das ursprüngliche Albumcover wurde von Emil Schult entworfen und gemalt. Es zeigt den Blick auf eine in einer hügeligen Landschaft gelegenen Autobahn, auf der eine Mercedes-Limousine und ein Volkswagen fahren. Zudem sind eine Autobahnbrücke und ein Sonnenuntergang zu sehen. Das Bild ist im nüchtern-idealisierenden Stil von Reklamezeichnungen aus der Zeit des Wirtschaftswunders gehalten. Die Booklet-Vorderseite der Original-Musikkassette Autobahn zeigt das auf eine Autobahn hinweisende Verkehrszeichen (Katalog der Verkehrszeichen Nr. 330.1) mit dem Schriftzug „Kraftwerk – Autobahn“.
Die Rückseite der Plattenhülle zeigt ursprünglich die Bandmitglieder auf der Rückbank eines Pkw. Bei der CD-Ausgabe wurde dieses Bild aber durch ein Live-Foto aus den frühen 80er Jahren ersetzt. Bei Gatefold-LP-Ausgaben auf dem Innencover und im Booklet von CD-Ausgaben ist das auf eine Autobahn hinweisende Verkehrszeichen (Katalog der Verkehrszeichen Nr. 330.1) mit dem Schriftzug „Kraftwerk – Autobahn“ zu sehen.
2009 erschien eine mit „Kling Klang Digital Master 2009“ bezeichnete remasterte Neuauflage im Pappschuber, deren Cover das Autobahn-Verkehrszeichen zeigt.
Im März 2025 soll eine Jubiläumsausgabe auf Blu-ray Disc erscheinen, die das Album in Dolby Atmos, 5.1-Raumklang und Stereo enthält. Zusätzlich liegen zwei neue Single-Versionen von Autobahn und Kometenmelodie 2 bei.

## Stil

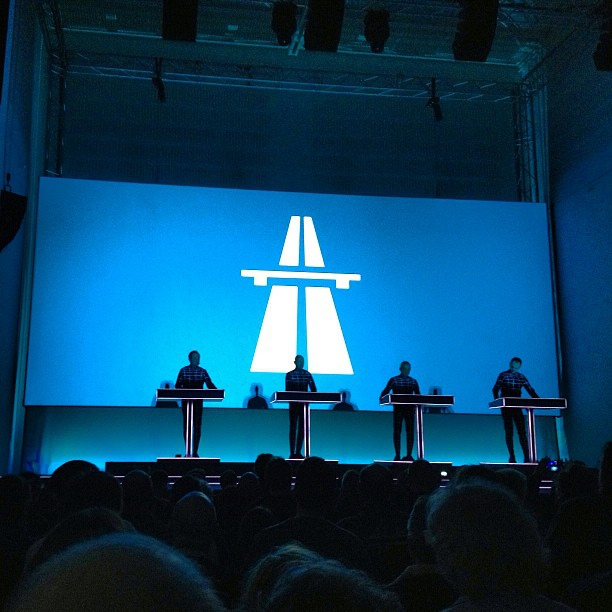
Multimediale Präsentation des Lieds Autobahn am 11. Januar 2013 in der Kunstsammlung Nordrhein-Westfalen, Düsseldorf

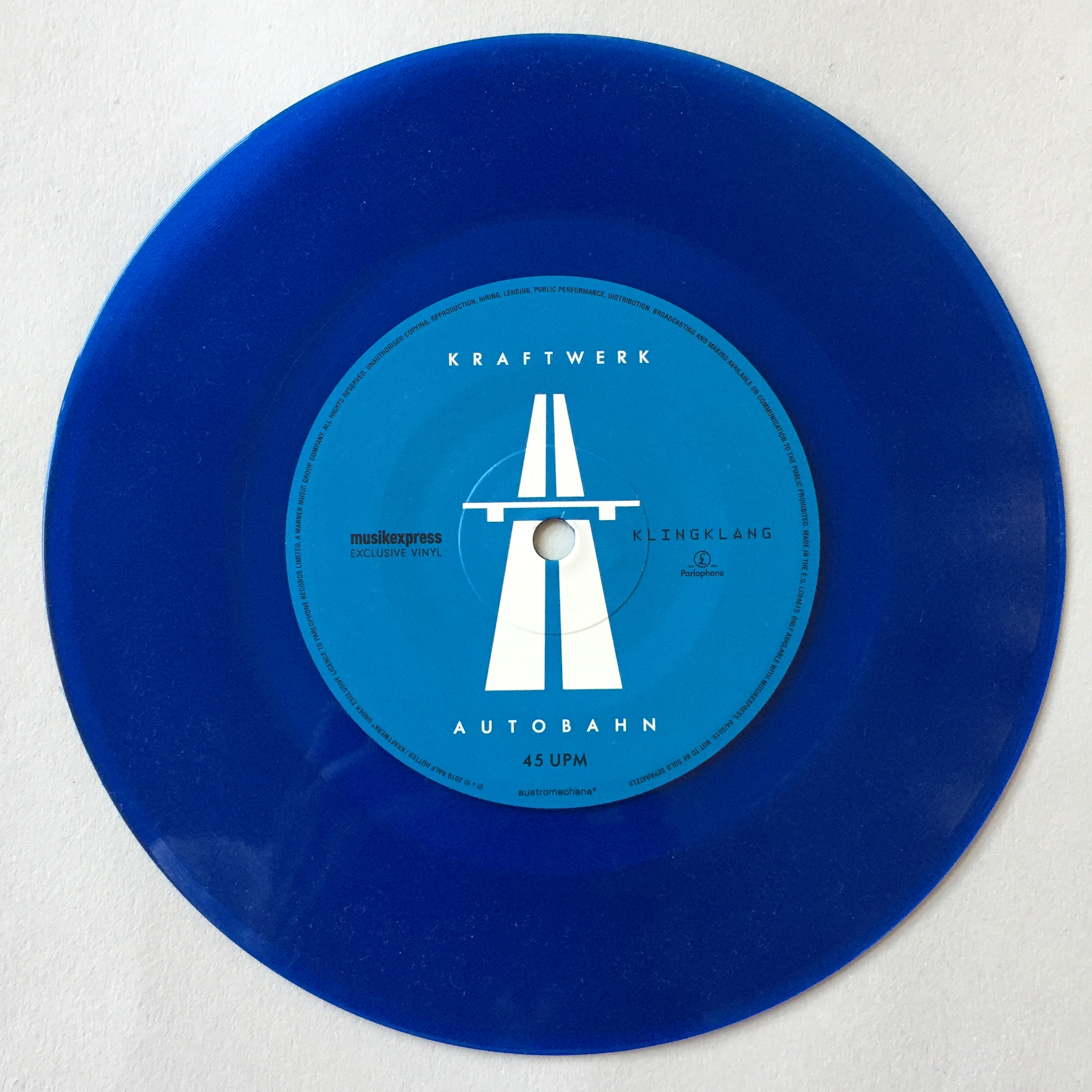
Single Autobahn als Beigabe zu Musikexpress 04/2019

Wie auf vorherigen Alben kennzeichnend blieb der monoton-repetitive Aufbau der Lieder. Der Titelsong nimmt die gesamte A-Seite der LP ein. Die Band verwendete Soundeffekte wie etwa auf- und abschwellende Töne, die vorbeifahrenden Autos akustisch ähneln. Die Anfangssequenz, bei der eine Autotür zugeschlagen wird, der Motor startet und das Fahrzeug losfährt, wurde der POLYDOR - Geräuscheplatte 9 (NH 22 991 B) vom November 1958 entnommen. Autobahn ist das erste Stück von Kraftwerk, bei dem Gesang eingesetzt wird. Die Texte wurden in Zusammenarbeit mit Emil Schult geschrieben, der auch das Coverartwork gestaltete. Zentral ist die refrainartige Textzeile „Wir fahr’n, fahr’n, fahr’n auf der Autobahn“. Weitere spärliche Textzeilen beschreiben Eindrücke der Fahrt (Fahrbahnmarkierungen, Wetter, Radioübertragung, Landschaft). 
Beide Teile von Kometenmelodie waren bereits 1973 als Single mit dem Namen Kohoutek – Kometenmelodie veröffentlicht worden. Die ursprüngliche Namensgebung spielt auf den nach Luboš Kohoutek benannten Kometen C/1973 E1 (Kohoutek) an, der 1973 zu sehen war und dessen Erscheinen Medien („Jahrhundertkomet“) und Wissenschaft reges Interesse entgegenbrachten. Grundlage der Komposition sind in verschiedenen Lagen vorgetragene Arpeggien auf einer C-Dur-Kadenz. Mitternacht und Morgenspaziergang sind kürzere und eher minimalistische Klangcollagen, die die Stimmung der jeweils titelgebenden Situationen einfangen sollen (unheimliche Dunkelheit bei Mitternacht, Aufbruchsstimmung der Natur bei Morgenspaziergang).

## Titelliste
Alle Songs wurden von Ralf Hütter und Florian Schneider-Esleben komponiert.

### LP-Version
Seite A
1. Autobahn – 22:30
Seite B
2. Kometenmelodie 1 – 6:20
3. Kometenmelodie 2 – 5:44
4. Mitternacht – 4:40
5. Morgenspaziergang – 4:00

### CD-Version
1. Autobahn – 22:42
2. Kometenmelodie 1 – 6:20
3. Kometenmelodie 2 – 5:45
4. Mitternacht – 3:40
5. Morgenspaziergang – 4:00

## Ausrüstung
- Minimoog (Synthesizer)
- ARP Odyssey (Synthesizer)
- EMS Synthi AKS (Synthesizer)
- Modifizierte Farfisa Rhythm Unit 10 (Drumcomputer)
- Vox Percussion King (Drumcomputer)
- Modifizierte Maestro Rhythm King (Drumcomputer)
- Farfisa Professional Piano (E-Piano)
- Schulte Compact Phasing A (Effektgerät)
- Mu-Tron Biphase (Effektgerät)
- Kraftwerk Vocoder, Spezialentwicklung von Peter Leunig

## Rezeption
Autobahn wurde 2015 in die Grammy Hall of Fame aufgenommen.
Es gehört zu den 1001 Albums You Must Hear Before You Die.
Die britische Musikzeitschrift Classic Rock zählte Autobahn im Juli 2010 zu einem der 50 Musikalben, die den Progressive Rock prägten.
Musikexpress kürte Autobahn zum besten deutschen Album aller Zeiten. Der Heftausgabe vom April 2019 lag eine blau eingefärbte 7″-Single des Titelstücks Autobahn (4:35) bei.
Die deutschsprachige Ausgabe des Rolling Stone wählte es 2010 auf Platz 9 der 50 besten deutschen Alben.

## Kommerzieller Erfolg

### Chartplatzierungen
Autobahn avancierte nach seiner Erstveröffentlichung zum Top-10-Erfolg im Vereinigten Königreich (Rang 4), den Vereinigten Staaten (Rang 5), Deutschland und Neuseeland (je Rang 7). Darüber hinaus erreichte es Chartplatzierungen in den Niederlanden (Rang 11), Schweden (Rang 27), Österreich (Rang 35) und der Schweiz (Rang 77). In Schweden stieg es erstmals im Juni 1985 in die Charts ein, in der Schweiz im Oktober 2020 und in Österreich im März 2025.
| ChartsChartplatzierungen       | Höchstplatzierung | Wochen |
| ------------------------------ | ----------------- | ------ |
| Deutschland (GfK)              | 7 (30 Wo.)        | 30     |
| Österreich (Ö3)                | 35 (1 Wo.)        | 1      |
| Schweiz (IFPI)                 | 77 (1 Wo.)        | 1      |
| Vereinigte Staaten (Billboard) | 5 (22 Wo.)        | 22     |
| Vereinigtes Königreich (OCC)   | 4 (22 Wo.)        | 22     |

| ChartsJahrescharts (1975) | Platzierung |
| ------------------------- | ----------- |
| Deutschland (GfK)         | 18          |

### Auszeichnungen für Musikverkäufe
| Land/Region                  | Auszeichnungen für Musikverkäufe (Land/Region, Auszeichnung, Verkäufe) | Verkäufe |
| ---------------------------- | ---------------------------------------------------------------------- | -------- |
| Frankreich (SNEP)            | Gold                                                                   | 100.000  |
| Vereinigtes Königreich (BPI) | Silber                                                                 | 60.000   |
| Insgesamt                    | 1× Silber · 1× Gold ·                                                  | 160.000  |